# 9356 Елінек
9356 Елінек (9356 Elineke) — астероїд головного поясу, відкритий 30 грудня 1991 року.
Тіссеранів параметр щодо Юпітера — 3,358.